# Benjamin Ruggles
Benjamin Ruggles (Pomfret, 1783. február 21. – St. Clairsville, 1857. szeptember 2.) az Amerikai Egyesült Államok szenátora.